# Generální gouvernement
Generální gouvernement (1939–1945) (německy Generalgouvernement für die besetzten polnischen Gebiete, polsky Generalne Gubernatorstwo, často však hovorově Generalna Gubernia) byla územně-správní jednotka vytvořená na základě Hitlerova dekretu z 12. října 1939 s účinností od 26. října 1939, která zahrnovala část okupovaného území původního meziválečného Polska. Generální gouvernement bylo Německem dobyté území cizího státu s okupační německou správou. V jeho čele stál německý generální guvernér Hans Frank.
Z hlediska mezinárodního práva, podle sekce III Čtvrté Haagské konvence (1907), kterou přijalo i Německo, bylo zřízení Generálního gouvernementu od počátku nelegální. Oblast nebyla loutkovým státem; německý generální guvernér neměl v úmyslu spolupracovat s Poláky nebo hledat mezi nimi proněmeckou kolaborantskou vládu. Vedení Generálního gouvernementu a jeho administrace byly složeny výhradně z Němců a cílem bylo vytvořit z oblasti etnicky německou provincii. Poláci měli být zcela vystěhováni nebo vyvražděni.

## Rozdělení území
Generální gouvernement byl rozdělen na čtyři správní jednotky, distrikty (německy Distrikt):
- Krakovský (centrum Krakov)
- Lublinský (centrum Lublin)
- Radomský (centrum Radom)
- Varšavský (centrum Varšava)

## Rozsah gouvernementu
Rozloha Generálního gouvernementu činila 94 100 km², žilo zde 12,1 mil. lidí. Po napadení Sovětského svazu Třetí říší byla do Generálního gouvernementu přiřazena území předválečného Polska, která SSSR okupoval v září 1939 (na základě tajného dodatku k německo-sovětské smlouvě Ribbentrop–Molotov): vojvodství lvovské, tarnopolské, stanislavovské a volyňské pod označením Haličský distrikt na základě Hitlerova dekretu z 1. srpna 1941.
Plocha celého Generálního gouvernementu pak činila 145 200 km² a žilo tam 16,6 mil. obyvatel. Přibližně dvě třetiny území byly osvobozeny Rudou armádou při letní ofenzívě 1944, nejzápadnější část v lednu 1945.

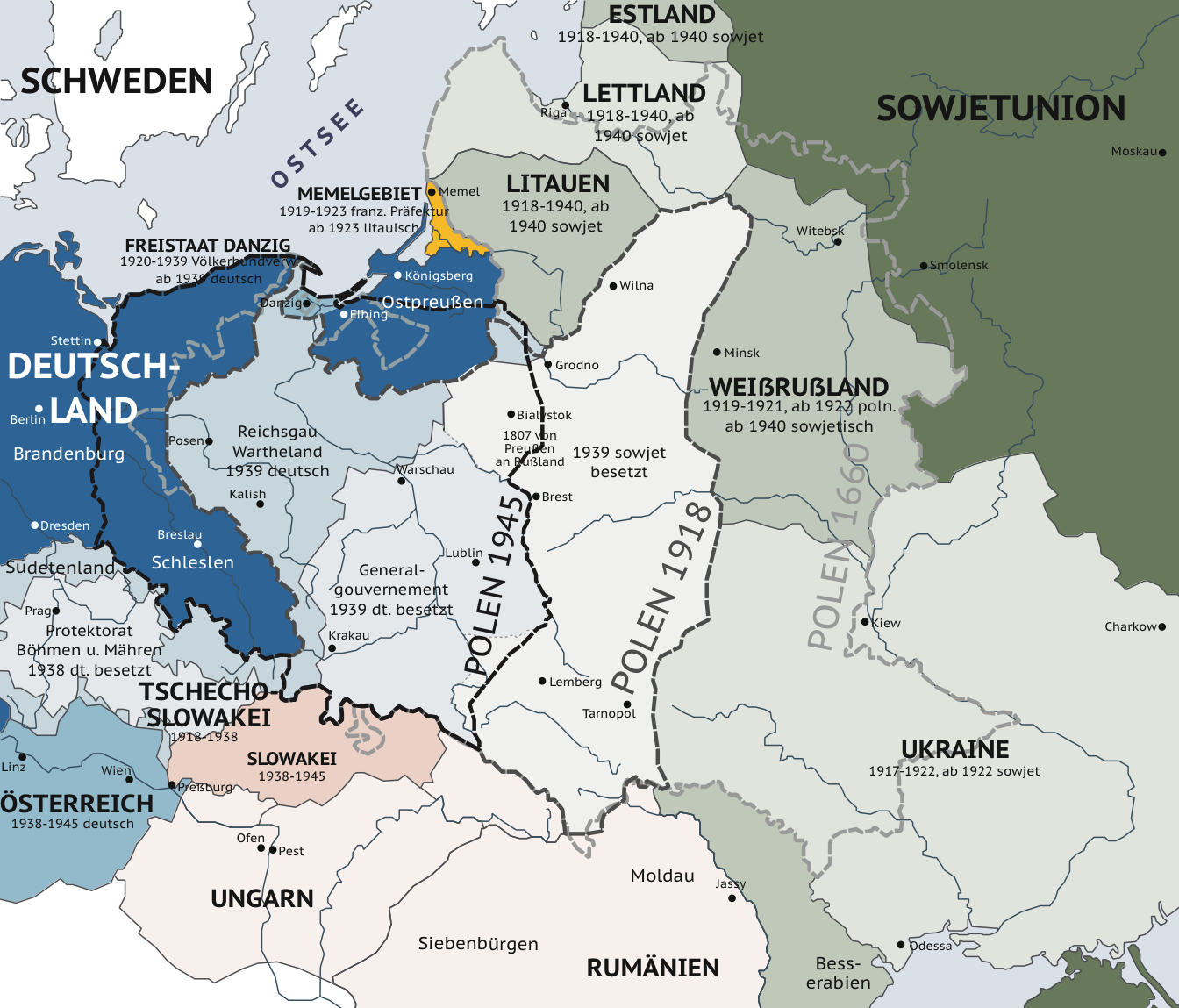
Čtvrté dělení Polska (1939)
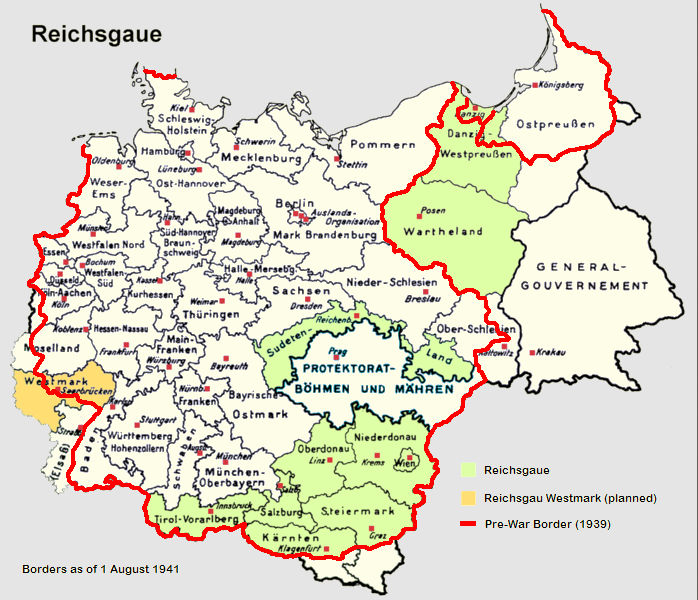
Generální gouvernement na mapě Třetí říše
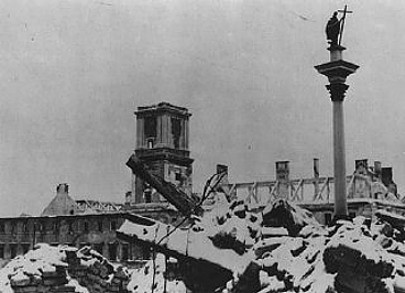
Zničený královský hrad ve Varšavě, zima 1939/40
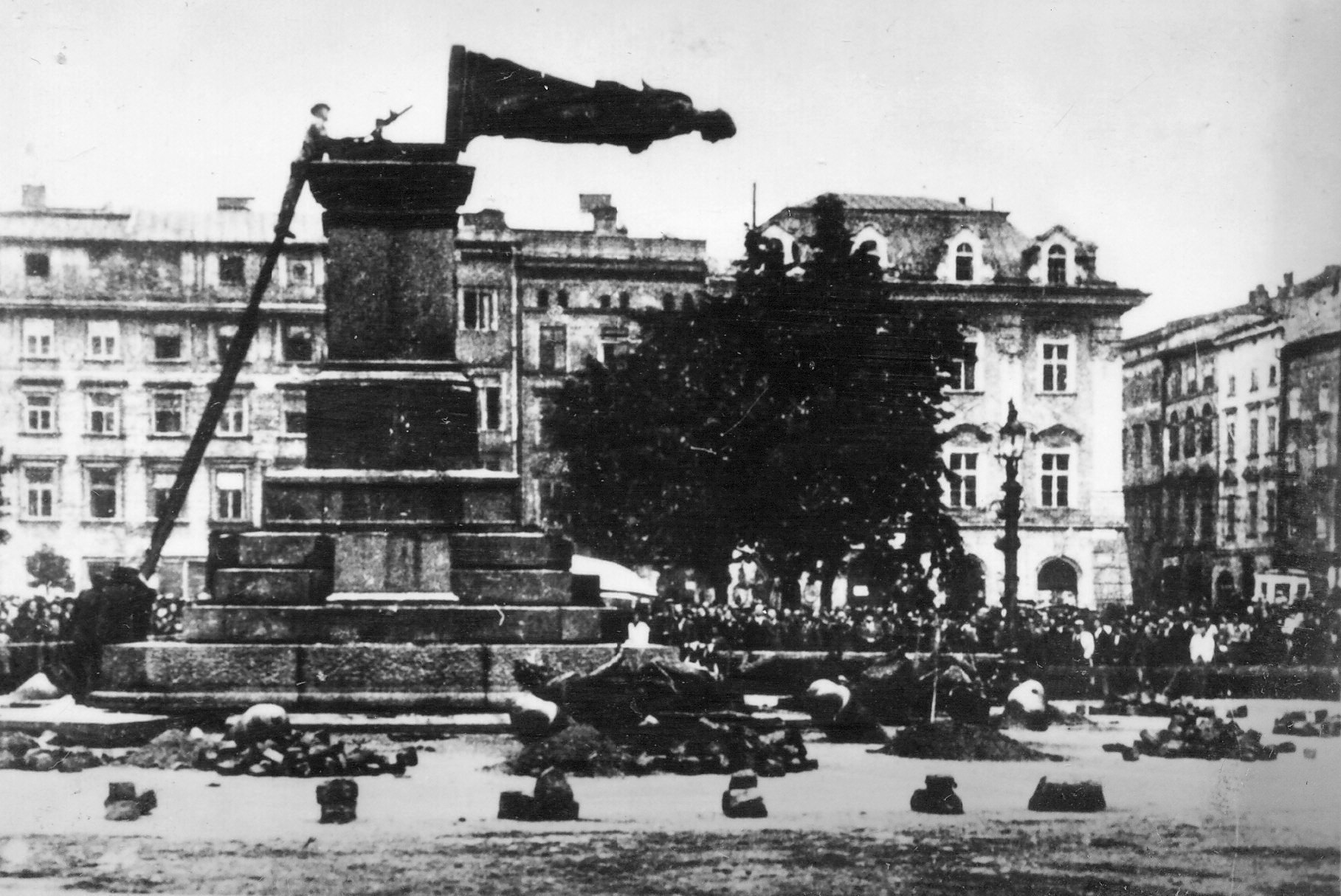
Demontáž pomníku spisovatele Adama Mickiewicze, krakovský rynek, 17. srpna 1940
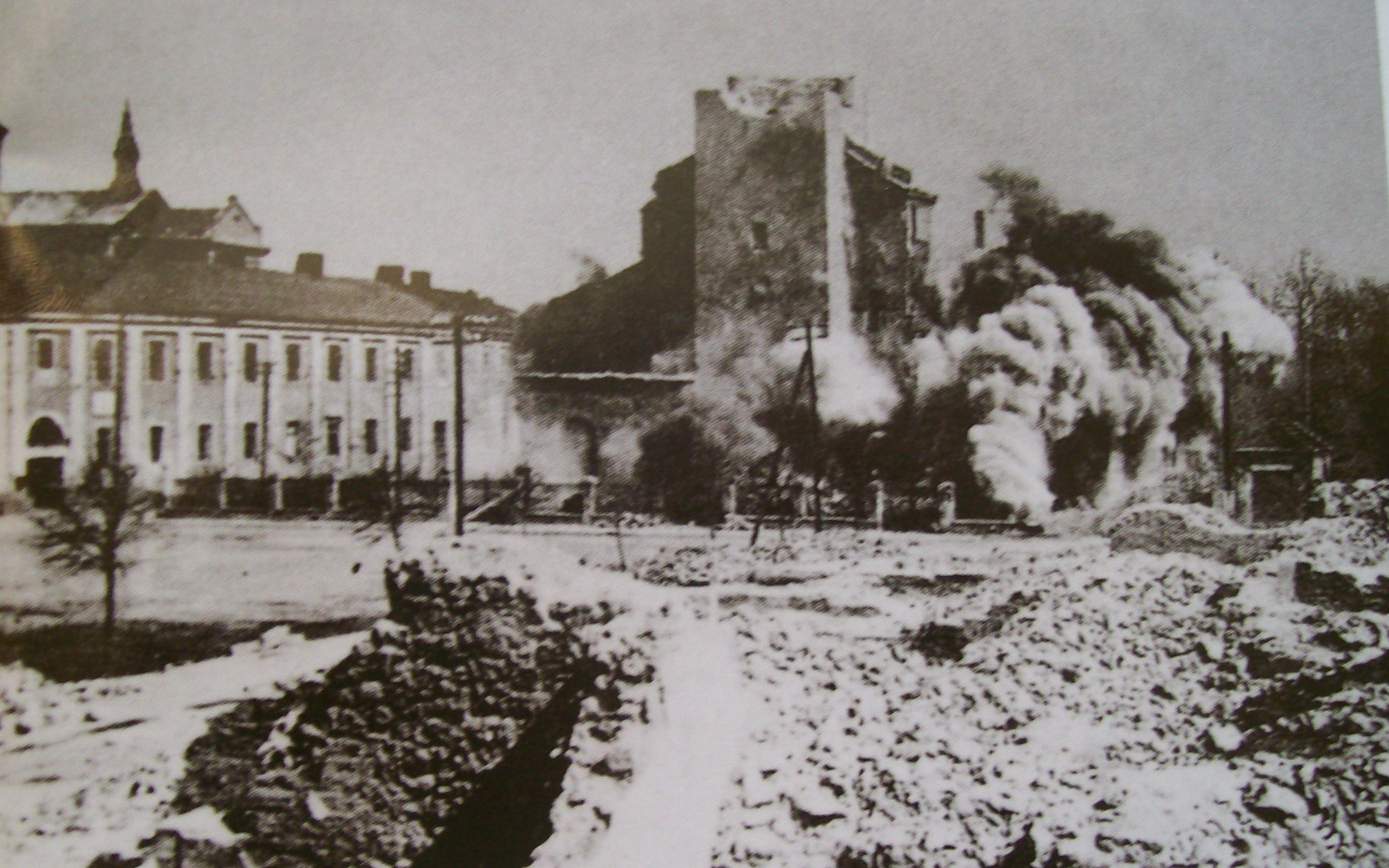
Likvidace kostela sv. Michala ve městě Wieluń, 1940

Evropa na vrcholu německé nadvlády (1942)
Německo (+ Protektorát Čechy a Morava a Generální gouvernement)
Civilně řízená okupovaná území (Říšské komisariáty)
Vojensky řízená okupovaná území

## Poznámka
- Termín Generální gouvernment se v souvislosti s Polskem vyskytl dříve již v roce 1916 při instalování Polského království v průběhu první světové války centrálními mocnostmi na dobytých ruských územích.

Oficiální zkratka v němčině byla G.G., což vedlo postupně k ironickému označení "Gangster-Gau" (G.G.) kvůli chování lokální německé a rakousko-uherské vojenské a civilní správy.